# نخلاوات الفيل
نخلاوات الفيل (الاسم العلمي: Phytelepheae)، قبيلة نباتات من فصيلة النخلية.

## الأجناس
تضم قبيلة النخلاوات الفيل ثلاث أجناس
- نخل رجل الرمل
- Aphandra
- نخلة العاج: